# 흰따오기황새
흰따오기황새(Milky stork)는 동남아시아에서 주로 맹그로브숲에 서식하는 황새과에 속한 큰 새이며, 캄보디아, 베트남, 말레이시아, 인도네시아가 원산지이다. 현재 키는 약 91~97cm, 날개 길이는 약 43.5~50cm, 꼬리 길이는 약 14.5~17cm이다. 깃털은 날개와 꼬리의 깃털 몇 개를 제외하면 흰색이다. 1980년대 이후로 서식지 파괴, 남획, 병아리 불법 밀렵으로 인해 전 세계 흰따오기황새 개체 수는 5,000마리에서 2,000마리로 감소했다. 이 황새는 IUCN 적색 목록에 멸종위기종으로 등재되어 있다.

## 묘사

### 성체
중간 크기의 흰따오기황새는 키가 91~97cm로, 밀접하게 관련된 홍대머리황새보다 약간 작다. 성체 깃털은 날개와 꼬리의 검은색 비행 깃털을 제외하고는 완전히 흰색이며, 녹색 광택을 가지고 있다. 날개 길이는 435~500mm, 꼬리 길이는 145~170mm이다. 깃털의 넓은 흰색 부분은 번식기 동안 옅은 크림색 노란색으로 완전히 덮여 있어 "Milky(우유)"라는 용어가 사용되었다. 이 크림색 색조는 번식 중 깃털에는 없다. 날개 덮개와 등 깃털은 더 옅고 거의 흰색의 끝 부분 띠를 가지고 있다.
맨얼굴 피부는 회색 또는 짙은 적갈색이며, 검은색 불규칙한 얼룩이 있다. 번식 중 맨얼굴 피부는 깊은 와인색으로, 부리 밑부분과 각진 부분의 구멍에 검은 자국이 있으며 눈 주위에는 더 밝은 붉은 피부의 고리가 있다. 구애 후 얼마 지나지 않아 얼굴 피부는 옅은 주황색-빨간색으로 변한다. 번식하는 새들은 날개 아래쪽을 따라 좁은 분홍색 띠의 맨얼굴 피부를 보인다.
아래로 굽은 부리는 칙칙한 분홍빛 노란색이며 때로는 흰색으로 기울어져 있다. 부리의 길이는 194~275mm이다. 다리는 칙칙한 붉은 살색이며, 부척골의 길이는 188~225mm이다. 발가락이 길고 두꺼워서 발 표면적을 증가시켜 먹이를 찾을 때 부드러운 진흙 위에 서서 걷는 압력을 줄여 새가 먹이를 찾을 때 크게 가라앉지 않도록 한다.
구애 중에는 부리가 짙은 노란색으로 변하고 밑부분이 회색빛 황갈색을 띠며 다리는 짙은 자홍색으로 변한다. 성별은 비슷하지만 평균적인 수컷은 더 길고 얇은 부리로 약간 더 크다.
성체는 흰 머리 깃털, 노란색-주황색 부리, 분홍색 다리로 들판에서 쉽게 알아볼 수 있다. 흰 몸 깃털과 검은 날개 덮개로 백로와 작은 부관과 같은 다른 물떼새와 구별된다. 그러나 유황은 부분적으로 동정적인 아시아열린부리황새 및 다양한 흰 백로 종과 유사하여 혼동될 수 있다. 그럼에도 불구하고 백로는 더 작고 완전히 흰색이며, 아시아열린부리황새도 더 작고 회색 부리로 인해 유황과 구별된다. 베트남 주변의 분포 범위 북부에서는 유황이 밀접하게 관련된 형태학적으로 유사한 유황과 동조하여 가끔 발생한다. 그러나 유황은 성체 깃털의 유황과 구별되며, 검은색과 흰색 가슴 밴드와 날개 덮개, 분홍색 내부 보조개, 더 제한된 맨머리 피부, 일반적으로 더 밝은 부드러운 부분 착색으로 구별된다.
다른 황새와 마찬가지로 유황은 보통 열을 이용해 지역을 이동한다. 최대 열두 마리의 새 무리가 열을 타고 10시에서 14시 사이에 높은 고도로 날아오르는 것을 볼 수 있다. 번식지와 먹이 공급장에서는 한 마리의 새가 빠르게 이륙하고 다른 새가 이륙한다는 점에서 비행이 전염성이 있다. 평균 펄럭이는 속도는 분당 205회로 추정된다.

### 아성체
부화 시 병아리는 흰색 솜털로 덮여 있다. 윤곽 깃털은 10-14일까지 나타나기 시작하며, 4~6주 후에는 완전한 깃털로 가득 차게 된다. 이 깃털은 일반적으로 연한 회갈색이며 등, 엉덩이와 꼬리 덮개는 흰색이고, 날개 아래와 몸 아래에는 흰색 솜털이 남아 있다. 검은색 날개와 꼬리 깃털에는 흰색과 짙은 갈색 날개 안감이 있고, 회색 갈색 머리에는 뚜렷한 깃털이 있으며, 칙칙한 노란색 맨살 부분이 있다. 어린 개체가 도망친 지 약 10주 후에는 머리 깃털이 사라지기 시작하고, 이마와 눈 주위 머리의 어둡고 맨살 부분이 드러난다. 이러한 어두운 맨살 부분은 때때로 칙칙한 주황색 반점이 산재해 있다. 둥지는 또한 짙은 갈색의 회색 부리와 부리와 눈 주위의 피부를 가지고 있다.
생후 3개월이 되면 이전에 깃털이 달린 머리가 완전히 대머리가 되고 둔탁한 부리가 따뜻한 노란색으로 변하며 끝이 녹색을 띠게 된다. 두 가지 특징 모두 성체의 특징이다. 흰따오기황새 개체는 홍대머리황새 개체와 거의 동일해 보이지만, 완전히 검은색 비행 깃털과 대조되는 옅은 밑날개 안감으로 홍대머리황새 개체와 구별된다고 한다.

## 분포 및 서식지

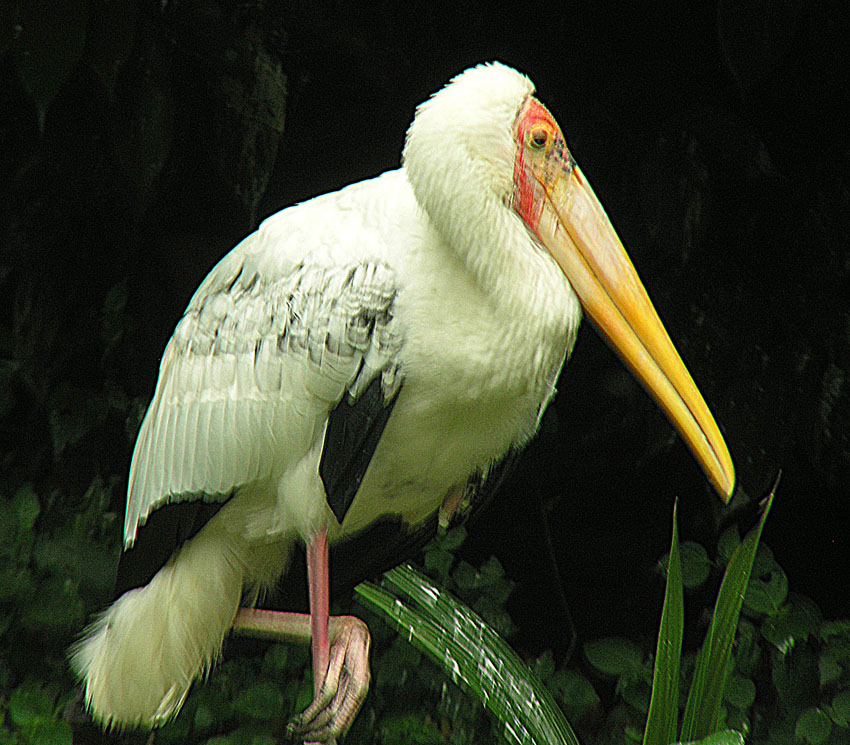
보르네오섬의 흰따오기황새

흰따오기황새의 분포 범위는 동남아시아로 제한되어 있으며, 널리 분포되어 있다. 이 종은 수마트라섬 (세계적인 거점), 자와섬, 술라웨시섬, 말레이시아 동부, 캄보디아, 베트남 남부 (1963~75년 전쟁 이후 대부분 재식민지화되었을 가능성이 높다), 발리섬, 숨바와섬, 롬복섬, 부톤섬에서 발견된다. 역사적으로 태국 남부에서 발견되었지만, 현재는 매우 멸종되었을 가능성이 높다. 1935년부터 채취한 태국 반도의 세툴에서 완벽한 성체 수컷 흰따오기황새 표본 중 하나가 나중에 싱가포르 국립 대학의 동물학 참조 컬렉션에서 발견되었으며, 이는 이 종이 이전에 이곳에 서식했음을 시사한다. 발견된 표본은 태국에서 보고된 최초이자 아마도 마지막 흰따오기황새였을 것이다. 하지만 이 황새는 여전히 가끔 부랑자로 태국을 방문하기도 한다. 발리섬과 숨바섬과 같은 다른 지역에서도 부랑자이며 수마트라섬, 자와섬, 술라웨시섬 (모두 인도네시아 내)에 서식하고 있다. 흰따오기황새는 1977년 술라웨시섬에서 다섯 마리의 개체가 발견되었을 때 처음 보고되었다. 마두라섬은 1996년 170명이 목격된 후 중요한 개체군을 지원할 수도 있다.
흰따오기황새는 이전에는 동남아시아 전역에 걸쳐 더 널리 분포했다. 예를 들어, 이전에는 말레이시아 반도 해안에 널리 분포했지만 현재는 페락주의 마탕 맹그로브숲으로 제한되어 있다.